# Sparkman & Stephens
Die Firma Sparkman & Stephens, Inc. (S&S) wurde 1929 in New York City von den beiden Brüdern Olin Stephens und Rod Stephens gemeinsam mit Drake Sparkman gegründet. Gegenstand des Unternehmens war und ist die Konstruktion von Yachten, der Handel mit Yachten und deren Versicherung.

## Gründer
Olin Stephens verantwortete die Entwürfe und das Design, Rod Stephens arbeitete als Ingenieur und segelnder Tester und Drake Sparkman brachte seine Kompetenz als Yacht- und Versicherungsmakler in das Unternehmen ein. Der Sitz der Firma S&S ist seit der Gründung 79 Madison Avenue in New York.
Rod Stephens starb im Jahr 1995. Olin Stephens starb im September 2008. Er war in den letzten Jahren nicht mehr im Unternehmen aktiv, an seine Stelle ist Bill Langan getreten, der seit Jahren in der Firma als Chefkonstrukteur und Designer tätig war.

## Firmenentwicklung
Die Unternehmensgründung stand unter keinem guten Stern, denn sie fiel zeitlich in den Beginn der Weltwirtschaftskrise. Erbost über diesen schlechten Start bestellte der Vater von Olin und Rod Stephens trotzig eine neue Yacht mit dem Namen Dorade. Dieses Risiko machte sich bezahlt, denn die neue Yacht gewann auf Anhieb das viel beachtete Transatlantik-Rennen im Jahr 1931. Dieser Regattasieg war für die junge Firma Sparkman & Stephens der geschäftliche Durchbruch.
Olin und Rod Stephans verstanden es, eine kongeniale Verbindung zwischen Rennyacht und Fahrtenyacht zu schaffen und so den Segelsport populärer und breiteren Schichten zugänglich zu machen.
Seit der Gründung entwarf die Firma S&S mehr als 2600 Boote, nicht nur für den Freizeitbereich, sondern auch für kommerzielle und während des Krieges für militärische Zwecke. Den weltweiten Ruhm der Firma brachten ihr aber die international überaus erfolgreichen Regattayachten ein.
Ein besonderer Schwerpunkt war die Entwicklung der 12er-Klasse (12mR) die jahrelang den America’s Cup dominierten, ebenso diverse Entwürfe für den Admiral’s Cup und große Maxi-Yachten, die für Langstreckenregatten rund um die Welt eingesetzt wurden.
Von der Gründung an setzte die finnische Yachtwerft Nautor’s Swan auf das Konstruktionsbüro Sparkman & Stephens, da ihre kompromisslosen Linien und die perfekte Inneneinrichtung nachhaltigen Erfolg versprachen. Dieses Konzept verkörperten die Swan-Yachten von Anfang an, auch wenn seit 1980 der Yachtkonstrukteur German Frers (ein ehemaliger S&S-Mitarbeiter) für das Design verantwortlich ist.
Heute ist die Firma Sparkman & Stephens in zwei Abteilungen (Divisionen) aufgeteilt: Yachtkonstruktion und Design und auf der anderen Seite Yachthandel, Yachtcharter und Yachtversicherung.

## Auswahl bekannter Yachten
- Dorade, Entwurfsjahr 1930, (Lüa 15,85 Meter)
- Anitra
- Circe
- Santana
- Stormy Weather, 1934, (Lüa 16,40 Meter)
- New York 32, 1935, (Lüa 14,72 Meter)
- Lightning-Klasse, 1938, (Lüa 5,80 Meter)
- Onaire III, 1940 (Lüa 18,60 Meter, 61,10 Fuß), Bauwerft: Herreshoff
- Bolero, 1946, (Lüa 22,48 Meter)
- Blue-Jay-Klasse, 1947, (Lüa 4,12 Meter)
- Encore
- Sariyah
- Yankee Girl
- Finisterre, 1954, (Lüa 11,73 Meter)
- Impala, 1954, (Lüa 17,31 Meter), Bauwerft: Abeking & Rasmussen (A&R)
- Palawan, 1958, (Lüa 16,61 Meter), Bauwerft: Abeking & Rasmussen
- Clarion of Wight, (Lüa 43 Fuß), Gesamtgewinnerin Fastnet Race 1963
- Capricia, (Lüa 73 Fuß), First Ship Home Fastnet Race 1963
- Germania VI, 1963, (Lüa 22,19 Meter)
- Tiziana, 1963, (Lüa 35,29), Bauwerft: Abeking & Rasmussen
- Tenacious, 1971, (Lüa 18,73 Meter), Eigner: Ted Turner, Gesamtgewinnerin Fastnet Race 1979
- Flyer, (Lüa 65 Fuß), Gewinnerin zweites Whitbread Round the World Race 1977/78
- Brilliant, (Lüa 61 Fuß)
- Queen Nefertiti (Motoryacht)
- Christine, (Lüa 109 Fuß)
- Rubin IV, (Lüa 14,94 m), Bauwerft Burmester - Bremen, gehörte zur siegreichen Admirals Cup Mannschaft 1973, damaliger Eigner H.O. Schümann

## America's-Cup-Yachten
- 1937 Ranger J-Klasse S&S in Kooperation mit Starling Burgess[2]
- America (Lüa: 104 Fuß) Replika der Namensgeberin des AC von 1851

### 12-Meter-Klasse
Quelle:
- 1938 Nyala, US 12
- 1938 Northern Light, US 14
- 1939 Vim, US 15
- 1958 Columbia, US 16
- 1964 Constellation, US 20
- 1967 Intrepid, US 22
- 1974 Valiant, US 24
- 1974 Courageous, US 26
- 1977 Enterprise, US 27
- 1980 Freedom, US 30
- 1983 Spirit of America, US 34
- 1984 America II, US 42
- 1985 America II, US 44
- 1985 America II, US 46